# Las Lajas (Neuquén)

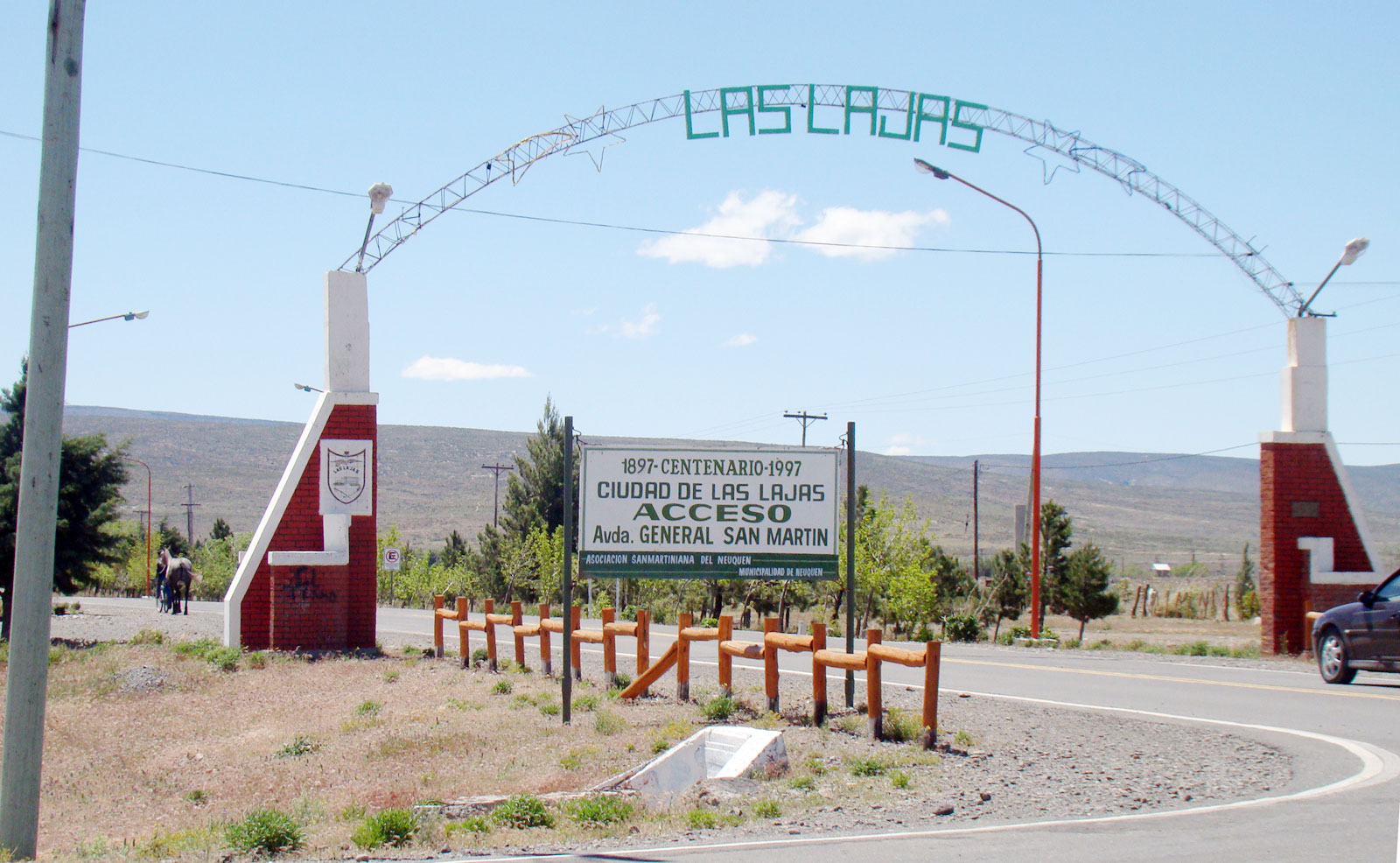

Las Lajas é uma cidade da Argentina, localizada na província de Neuquén.